# 田纳西号潜艇
田纳西号潜艇 (SSBN-734)，属于俄亥俄级核潜艇序列，是美国海军中第四艘以田纳西州之名命名的军舰，也是第一艘以该州之名命名的潜艇。
在1980财年，建造该潜艇的计划获得批准；1982年1月7日，位于康涅狄格州格罗顿的通用动力下属公司电船公司获得建造该潜艇的合同；1986年6月9日，建造方开始铺设该潜艇的龙骨。1986年12月13日，兰蒂斯·凯尔索夫人主持了该潜艇的下水仪式。1988年12月17日，该潜艇正式服役，D·魏茨恩伯格和肯尼思·D·巴克分别被任命为“蓝色”和“金色”轮值船员组的指挥官。
田纳西号潜艇是第一艘配备了三叉戟Ⅱ型导弹的潜艇。

## 小说
- 在汤姆·克兰西的小说《信誉借款》中，由田纳西号潜艇和其它数艘潜艇组成的潜艇编队被派往迎击日本对北马里亚纳群岛的侵略。
- 在汤姆·克兰西的小说《总统命令》中，田纳西号潜艇和其它数艘潜艇被派往监视中国舰队的演习。
- 在约翰·伯明翰的小说《Without Warning》中，田纳西号潜艇在委内瑞拉附近海岸发射了数枚三叉戟Ⅱ型导弹